# Xingu (peuple)
 (mai 2023).
Si vous disposez d'ouvrages ou d'articles de référence ou si vous connaissez des sites web de qualité traitant du thème abordé ici, merci de compléter l'article en donnant les références utiles à sa vérifiabilité et en les liant à la section « Notes et références ».
Pour les articles homonymes, voir xingu.

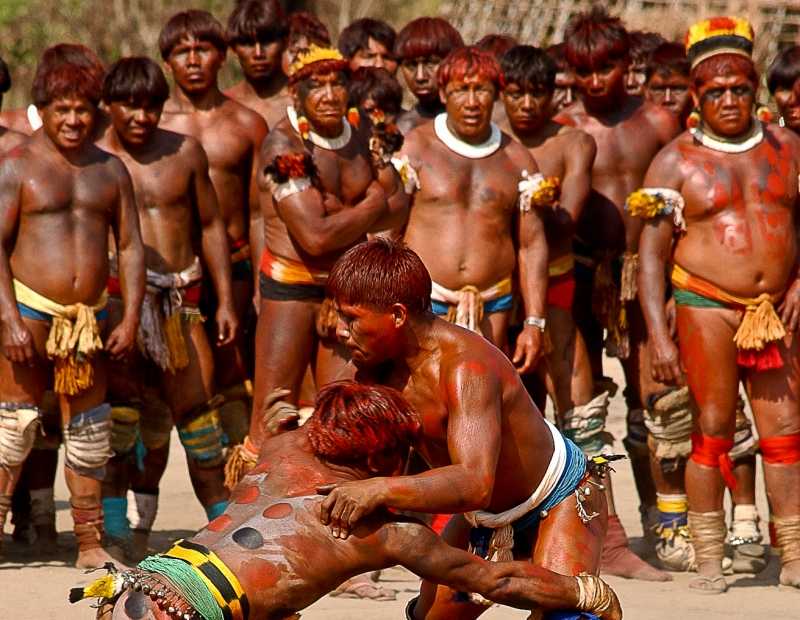
Lutte traditionnelle.

Le peuple Xingu est un groupe de seize tribus amérindiennes de langues différentes, vivant au niveau du cours supérieur du rio Xingu au Brésil. Leur population compte environ 1000 à 3 000 individus. Les frères Villas-Bôas contribuent à créer le parc indigène du Xingu abritant la population.

## Démographie et répartition géographique

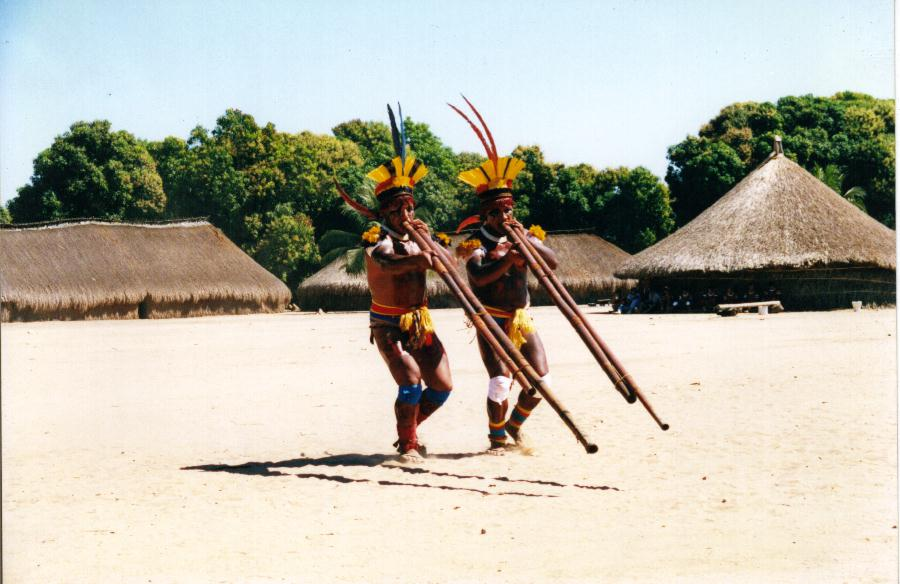
joueurs de flûte urua

Les Xingus vivent sur le cours supérieur du rio Xingu, affluent de l'Amazone, dans l'État fédéral brésilien du Mato Grosso.
Depuis l'arrivée des Européens en Amérique du Sud, et notamment leur installation au niveau du cours supérieur du fleuve Xingu, les tribus fuient les différentes régions où ils étaient établis, pour échapper à la modernisation et l'assimilation culturelle.
À la fin du XIXe siècle, il y avait environ 3 000 Indiens[réf. nécessaire] au niveau du Haut-Xingu, dont le statut politique les protège des envahisseurs européens. Jusqu'au milieu du XXe siècle, ils ont été décimés par différentes maladies telles que la grippe, rougeole, la variole et la malaria.
Deux Brésiliens, Orlando Villas Bôas et son frère, clament que de 1946 à 1973, grâce à un bureau administratif et commercial, ils contribuèrent de manière substantielle au bien-être des Xinguaniens. Durant l'année 1961, dans le Haut Xingu ils contribuèrent à la création du parc Indigène du Xingu, dans lequel ils parvinrent à offrir un abri aux minorités ethniques restantes. Au XXIe siècle, les Xingus sont répartis dans 32 campements, et leur population est de 1 000 à 3 000 habitants[réf. nécessaire].

## Culture
Les Xingus ont des coutumes et des systèmes sociaux similaires, bien qu'ayant des langues différentes. Des fêtes et cérémonies communes les rassemblent, comme le kuarup et la lutte traditionnelle (Huka-huka). La fête du Javari, qui se déroule au cœur de la saison sèche, confronte traditionnellement deux tribus pour un combat symbolique.

## Tribus
Les Xingus se répartissent entre les tribus suivantes, parlant quatre groupes de langues différentes :
- les Aweti, de langue tupi,
- les Kalapalo, de langue caribe,
- les Kamaiurá, de langue tupi,
- les Kuikuros, de langue caribe[1],
- les Mehinako, de langue arawak,
- les Matipu, de langue caribe,
- les Nahukwá, de langue caribe,
- les Trumai, de langue isolée,
- les Wauja, de langue arawak,
- les Yawalapiti, de langue arawak,
- les Panaras, de langue gê,
- les Kayapó, de langue gê,
- les Yudjá/Juruna, de langue tupi,
- les Kaiabi, de langue tupi,
- les Kisêdjê, de langue gê,
- les Tapayunas, de langue gê,
- les Txikão, de langue caribe.